# Сан-Джустіно
Сан-Джустіно (італ. San Giustino) — муніципалітет в Італії, у регіоні Умбрія,  провінція Перуджа.
Сан-Джустіно розташований на відстані близько 190 км на північ від Рима, 55 км на північ від Перуджі.
Населення — 11 361 особа (2014).
Щорічний фестиваль відбувається 1 червня. Покровитель — San Giustino.

## Демографія
Населення за роками:

Станом на 1 січня 2023 року в муніципалітеті офіційно проживало 868 іноземців з 54 країн, серед них 319 громадян країн Євросоюзу та 22 громадяни України.

## Сусідні муніципалітети
- Борго-Паче
- Читерна
- Читта-ді-Кастелло
- Меркателло-суль-Метауро
- Сансеполькро